# Sabine Thieltges
Sabine Thieltges (3 luglio 1981) è una schermitrice tedesca, specializzata nella sciabola. Ha vinto una medaglia di bronzo ai Campionati mondiali di scherma.